# ケイシー・ドリーセン
ケイシー・クリストファー・ドリーセン（Casey Christopher Driessen、1978年12月6日 - ）はアメリカ出身のブルーグラスフィドラー、歌手。アコースティック5弦バイオリン、エレキ5弦バイオリンの両方を用いる。
彼はバークリー音楽大学でマット・グレイサーに師事。またHomewood-Flossmoor High Schooの卒業生でもある。 
ドリーセンは、ベラ・フレック、アビゲイル・ウォッシュバーン、スティーブ・アール、ティム・オブリアン、ダレル・スコット、ジム・ローデルダーレ、リー・アン・ウォーマック、マーク・シャッツ、ジョン・ドイル、クリス・シーリなどと共演。また、ダロル・アンガー、ジョン・メイヤー、ジェリー・ダグラス、ジェミー・ハダッド、ブルー・マールなどとレコーディングも行っている。さらに、ジョニー・キャッシュの映画"ウォーク・ザ・ライン/君につづく道"のサウンドトラックにも参加。ドリーセンはタニア・エリザベスの代わりにデュークスとツアーを行っている。
2006年9月、ドリーセンはスパロウ・カルテット（ベラ・フレック、アビゲイル・ウォッシュバーン、ベン・ソリーが在籍）とともに、中国とチベットでツアーを行う。また、ベーシストのMatt Mangano, ドラマーのTom "Tommy G" Giampietroと共に、自身のバンドColorfoolsでも活動。
ドリーセンはアシュビルに在住している。彼の1stソロアルバム"3D"は2006年5月にSugar Hill Recordsからリリース。 2007年、"Jerusalem Ridge"がグラミー賞でベスト・カントリー・インストゥルメンタル・パフォーマンスを受賞。フィドラーのラッシャド・エグレストン、ダロル・アンガーとともに、"Chops & Grooves: Rhythmic Explorations for Bowed Instruments"というレッスンDVDをリリースしている。
また、ドリーセンはクロッキド・スティルのアルバム"Shaken By A Low Sound"(2006)に参加しているほか、タアルカの"The Martian Picture Soundtrack"にも参加。
ドリーセンは教師としてマーク・オコナーのフィドルキャンプに参加している。